# Richard Baltzer (General)
Richard Robert Karl Baltzer (* 1. Juni 1886 in Danzig; † 10. Mai 1945 in Prag) war ein deutscher Generalleutnant der Wehrmacht im Zweiten Weltkrieg sowie Generalmajor der Landespolizei.

## Leben
In seiner Kindheit besuchte Baltzer vom 1. Oktober 1892 bis zum 1. April 1893 die Vorschule in Danzig und anschließend das Gymnasium in Schwetz (1. April 1893 bis 25. Dezember 1897) und das Gymnasium Marienwerder (1. Januar 1898 bis 1. April 1904), wo er das Reifezeugnis erwarb. Am 6. April 1904 wurde Baltzer Seekadett in der Kaiserlichen Marine, bevor er am 1. April 1905 in das Feldartillerie-Regiment „Prinz August von Preußen“ (1. Lithauisches) Nr. 1 eintrat. Am 18. Juni 1906 wurde er mit Patent vom 15. Februar 1905 zum Leutnant befördert. Vom 1. Juni 1913 bis zum 30. Juni 1914 war Baltzer zur Vertiefung seiner Ausbildung zur Kriegsakademie kommandiert. Während dieser Zeit wurde er am 17. Februar 1914 zum Oberleutnant befördert. Anschließend war er vom 1. Juli bis 1. August 1914 zum Füsilier-Regiment „Königin“ (Schleswig-Holsteinisches) Nr. 86 kommandiert.
Im Ersten Weltkrieg kam Baltzer zunächst vom 2. August 1914 bis zum 4. Juli 1915 als Regimentsadjutant beim Reserve-Feldartillerie-Regiment Nr. 1 zum Einsatz. Am 18. Juni 1915 wurde er zum Hauptmann befördert, um vom 5. Juli 1915 bis zum 23. November 1916 als Führer die 6. Batterie seines Regiments zu übernehmen. Anschließend war er vom 24. November 1916 bis zum 4. März 1917 beim Generalstab des Gouvernements Namur tätig. Vom 5. März 1917 bis 1. Juni 1917 war er bei der zweiten Generalstabestelle im Stab der 45. Reserve-Division tätig. Vom 2. bis 10. Juni 1917 fungierte er dann als stellvertretender Erster Generalstabsoffizier (Ia) im Divisionsstab. Zuletzt wurde er dann vom 14. Juni 1917 bis zum 15. März 1919 in einer Generalstabsstelle beim Feldeisenbahnchef im Großen Hauptquartier verwendet, wobei der Schwerpunkt seiner Tätigkeit seit 1918 bei der Eisenbahn-Transport-Abteilung des Ostens lag.
In der Nachkriegszeit blieb Baltzer zunächst seinem Tätigkeitsgebiet treu: Vom 16. März bis 30. November 1919 arbeitete er als Referent der Eisenbahn-Abteilung des Großen Generalstabes. Zum 31. März 1920 schied Baltzer offiziell mit dem Charakter eines Majors aus der Armee aus.

### Laufbahn in der Polizei (1919 bis 1936)
Gleichzeitig mit seinem Ausscheiden aus dem Heer wurde Baltzer als Beamter in die Sicherheitspolizei übernommen, in der er zum 1. Dezember 1919 den Rang eines Polizeimajors (zu unterscheiden von seinem etwas später verliehenen Majorrang in der Armee) erhielt. In der Sicherheitspolizei leitete er vom 1. Dezember 1919 bis 30. November 1920 die Zentral-Abteilung 2 bei der Polizeigruppe Süd (Berlin).
In der Zeit vom 1. Dezember 1920 bis 4. März 1922 führte Baltzer die Polizeiabteilung Hallisches <Hallesches> Tor in Berlin, seit dem 25. Juli 1921 im Rang eines Kommandeurs. Vom 15. Februar bis 28. März 1922 war er zur Fortbildung für höhere Führungsaufgaben an die Höhere Polizeischule Potsdam-Eiche kommandiert. Danach fungierte Baltzer vom 5. März 1922 bis zum 20. März 1933 mehr als elf Jahre lang als Kommandeur der Polizei-Inspektion Linden im Regierungsviertel in Berlin. In dieser Eigenschaft wurde er am 1. April 1930 zum Polizei-Oberstleutnant und am 21. März 1933 zum Polizeioberst befördert.
Wenige Wochen nach dem Machtantritt der Nationalsozialisten im Frühjahr 1933 wurde Baltzer am 21. März 1933 vom neuernannten Preußischen Innenminister Hermann Göring zum Kommandeur der Schutzpolizei für Berlin ernannt (bzw. mit der Wahrnehmung der Geschäfte beauftragt). Neben dem Polizeipräsidenten Magnus von Levetzow, dem Chef der Geheimen Staatspolizei Rudolf Diels und dem Leiter der Landespolizeigruppe z. b. V. Walther Wecke war er damit einer der vier wichtigsten Polizeibefehlshaber in der Reichshauptstadt in der Phase der Gleichschaltung des deutschen Staatsapparates und des gesamten öffentlichen – insbesondere des politischen – Lebens durch die Nationalsozialisten in Berlin im Frühling und Sommer 1933. Der von Baltzer befehligten Schutzpolizei oblag dabei die Absicherung und gegebenenfalls gewaltsame Durchsetzung des Gleichschaltungsprozesses, in dessen Verlauf er unter anderem auch für die damals in Berlin durchgeführten Massenverhaftungen von tatsächlichen und potentiellen oder vermuteten Oppositionellen und unliebsamen Personen verantwortlich war.
Nach seinem Ausscheiden als Kommandeur der Schutzpolizei für Berlin am 14. August 1933 konzentrierte Baltzer sich auf die Leitung der Landespolizeiinspektion (LPI) Brandenburg, die er seit dem 1. April 1933 gemäß einem Erlass Görings vom 26. März 1933 zusätzlich unter dem Titel eines Kommandeurs der LPI Brandenburg innehatte. Als Kommandeur der LPI Brandenburg war Baltzer einer von fünf Polizeikommandeuren die von Göring mit der polizeilichen Oberaufsicht über größere Gebiete des Landes Preußens betraut worden waren, und denen infolgedessen die gesamte staatliche Polizei in diesen Gebieten unterstand. Analog den vier anderen Polizeiinspektionen bestand die Hauptfunktion seiner Inspektion nach dem Abschluss der Gleichschaltung offiziell in der „Vorbereitung und Durchführung der Abwehr innerer Unruhen“, also der Absicherung und gegebenenfalls der Verteidigung des bestehenden Staates gegen Aufstände, Umsturzversuche u. ä. etwa im Falle einer kommunistischen Erhebung. Am 15. August 1933 wurde er in dieser Stellung zum Polizeigeneral befördert.
Am 21. Juni 1934 schied Baltzer als Leiter der LPI Brandenburg aus um ab dem 22. Juni 1934 als Nachfolger von Hans Stieler von Heydekampf die Leitung der LPI West in Düsseldorf zu übernehmen. Diesen Posten sollte er bis zum 15. März 1936 beibehalten. Während dieser Zeit wurde er am 22. Juni 1934 zum Generalmajor der Polizei befördert.

### Wehrmacht und Zweiter Weltkrieg (1936 bis 1945)
Nach seinem Ausscheiden aus der Landespolizei kehrte Baltzer in das Heer zurück. In diesem war er zunächst vom 6. März bis 31. Mai 1936 beim Stab der 26. Infanterie-Division in Köln tätig. Anlässlich seines Übertritts wurde er gemäß RDA vom 1. Juni 1934 zum 16. März 1936 als Oberst eleviert.
In der Zeit vom 1. Juni 1936 bis zum 28. Februar 1938 fungierte Baltzer als Kommandeur des Infanterie-Regiments 25 und anschließend vom 1. März 1938 bis zum 25. August 1939 als Landwehrkommandeur Allenstein. Am 30. September 1937 wurde er gemäß RDA vom 19. Oktober 1937 rückwirkend zum 16. März 1936 zum Generalmajor befördert.
In der Anfangsphase des Zweiten Weltkriegs war Baltzer vom 26. August 1939 bis zum 14. April 1942 Kommandeur der 217. Infanterie-Division, seit dem 1. Oktober 1939 Generalleutnants Am 31. Januar 1942 wurde er mit dem Deutschen Kreuz in Gold ausgezeichnet. Anschließend war er vom 15. April bis 14. August 1942 der Führerreserve zugeteilt, bevor er vom 15. August 1942 bis 30. November 1943 die Führung der 156. Reserve-Division übernahm. Vom 1. Dezember 1943 bis 24. März 1944 war Balzer erneut der Führerreserve zugeteilt, um vom 25. März 1944 bis zum 10. Mai 1945 als Kommandeur die 182. Reserve-Division (seit 1. März 1945: 182. Infanterie-Division) zu führen. Baltzer kam am 10. Mai 1945 – zwei Tage nach seiner Gefangennahme – unter nicht geklärten Umständen bei Prag um.

## Bildmaterial
- Photo in der Berliner Illustrierten Nachtausgabe vom 16. Juni 1934.